# 克羅皮夫尼克 (多利納區)
48°56′4″N 23°51′0″E / 48.93444°N 23.85000°E
克羅皮夫尼克（烏克蘭語：Кропивник）是烏克蘭西部的村莊，隸屬伊萬諾-弗蘭科夫斯克州的卡盧什區。該村始建於1341年，面積25.39平方公里，2001年人口1,851。